# Campeonato Asiático de Corta-Mato de 2016
A 13ª edição do Campeonato Asiático de Corta-Mato ocorreu no dia 29 de fevereiro de 2016 em Manama no Barém. A categoria por equipes foi constituída de três atletas para cada nacionalidade o que contou pontos na classificação final.

## Medalhistas
Esses foram os resultados do campeonato.
| Evento                      | Ouro                      | Prata                   | Bronze               |
| --------------------------- | ------------------------- | ----------------------- | -------------------- |
| Senior Masculino individual | Albert Rop · Barém        | Isaac Korir · Barém     | Aweke Ayalew · Barém |
| Senior Masculino por equipe | Barém                     | Japão                   | Irão                 |
| Junior Masculino individual | Abdi Ali · Barém          | Derara Desalegn · Barém | Abdi Ibrahim · Barém |
| Junior Masculino por equipe | Barém                     | Japão                   | Irão                 |
| Senior Feminino individual  | Eunice Chumba · Barém     | Ruth Jebet · Barém      | Mimi Belete · Barém  |
| Senior feminino por equipe  | Barém                     | China                   | Sem premiação        |
| Junior Feminino individual  | Dalila Abdulkadir · Barém | Desi Mokonin · Barém    | Yuka Mukai · Japão   |
| Junior Feminino por equipe  | Barém                     | Japão                   | Jordânia             |

## Quadro de medalhas
| Ordem | País     | Medalha de ouro | Medalha de prata | Medalha de bronze | Total |
| ----- | -------- | --------------- | ---------------- | ----------------- | ----- |
| 1     | Barém    | 8               | 4                | 3                 | 15    |
| 2     | Japão    | 0               | 3                | 1                 | 4     |
| 3     | China    | 0               | 1                | 0                 | 1     |
| 4     | Irão     | 0               | 0                | 2                 | 2     |
| 5     | Jordânia | 0               | 0                | 1                 | 1     |
| Total | Total    | 8               | 8                | 7                 | 23    |